# Меморіальний музей Олександра Неприцького-Грановського

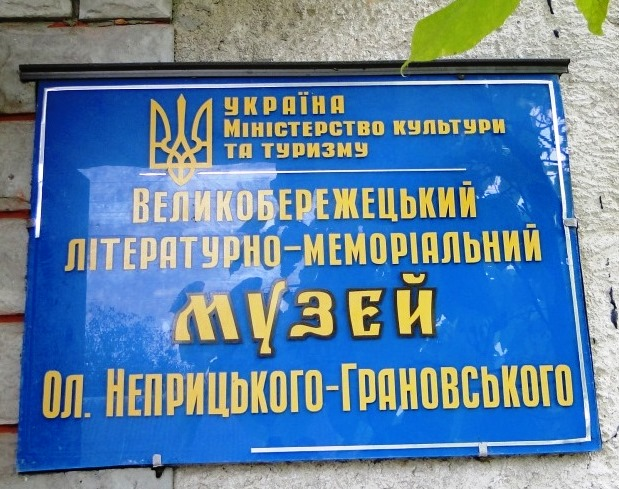
Меморіальний музей Олександра Неприцького-Грановського.

Меморіальний музей Олександра Неприцького-Грановського — музей в селі Великі Бережці Кременецького району Тернопільської області у приміщенні  місцевої загально-освітньої школи. .Директор - Віталій Галішевський.

## Історія музею
Заснований у 1996 році з ініціативи Бориса Неприцького – двоюрідного племінника О. Неприцького-Грановського, у с. Великі Бережці Кременецької міської громади Кременецького району Тернопільської області. Знаходиться в приміщенні місцевої загально-освітньої школи. Займає 2 зали та просторий коридор. Відкриттю музею передувало встановлення меморіальної дошки з написом: «У цій садибі минули дитячі та юнацькі роки відомого українського поета і світової слави ученого Олександра Неприцького-Грановського (1887–1976)» на будинку Неприцьких. У вересні 1996 року було відкрито експозицію першого залу за участі наймолодшого сина Теодора Грановського, зятя Амстронга, онуків, Бориса і Тамари Неприцьких, заступника куратора Центру досліджень історії імміграції при Міннесотському університеті Галини Миронюк, бережецьких родичів, широкої громадськості. При огляді першого залу Борис Неприцький залишив такий запис у книзі вражень: ,,Музей дуже цінний не тільки для родини О.Неприцького-Грановського, але й для відновлення історії рідного краю, України, аби молодь бачила, що може одна людина зробити у своєму житті, не дивлячись на всілякі труднощі…". 
У вересні 1998 року відбулося відкриття другого залу музею, в якому були представлені експозиції американського періоду О. Неприцького-Грановського.

## Експозиція
Експозиція музею складається з 9-ти розділів, що знайомлять з життєвим та творчим шляхом О. Неприцького-Грановського в Україні й за кордоном та історією села. Сформовано на основі матеріалів, привезених Г. Чернихівським з архіву вченого, що зберігається в Центрі дослідження історії імміграції при Міннесотському університеті (м. Сент-Пол, шт. Міннесота, США), матеріали про його життєвий шлях до еміграції (1913) зібрав перший директор музею Петро Гонтарук. Загальна кількість предметів основного фонду становить 2255 одиниці. Серед унікальних експонатів – метрика про народження; ксерокопія атестату про закінчення Білокриницької сільськогосподарської школи (1905); фото членів українського клубу «Родина» – М. Лисенко, Олена Пчілка, П. Богацький, О. Неприцький-Грановський (1912); диплом доктора філософії (1925); вітальна телеграма Президента США Двайта Айзенгавера до О. Неприцького-Грановського з нагоди 25-річчя Організації державного відродження України; перші збірки віршів поета – «Пелюстки надії» (1910), «Намистечко сліз» (1911) та «Акорди» (1914; усі – Київ); портрет Т. Шевченка в овалі 70×50 см, виконаний О. Неприцьким-Грановським олівцем 1907 із власноручним підписом (уроки малювання брав у Т. Сафонова, з яким був знайомий із часів перебування останнього у Кременці); писанки, виготовлені за малюнками О. Неприцького-Грановського. У 2006 році вийшов друком нарис-путівник по експозиції музею, присвячений 120-річчю від дня народження Олександра Анастасійовича. У 2009 році фонди музею поповнилися колекцією з 202 ляльок з майже 60-ти країн світу. 

## Світлини

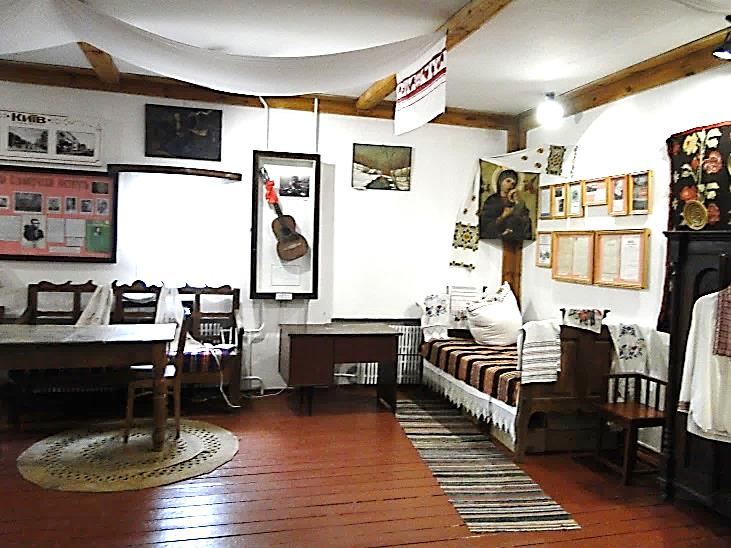
У кімнаті музею

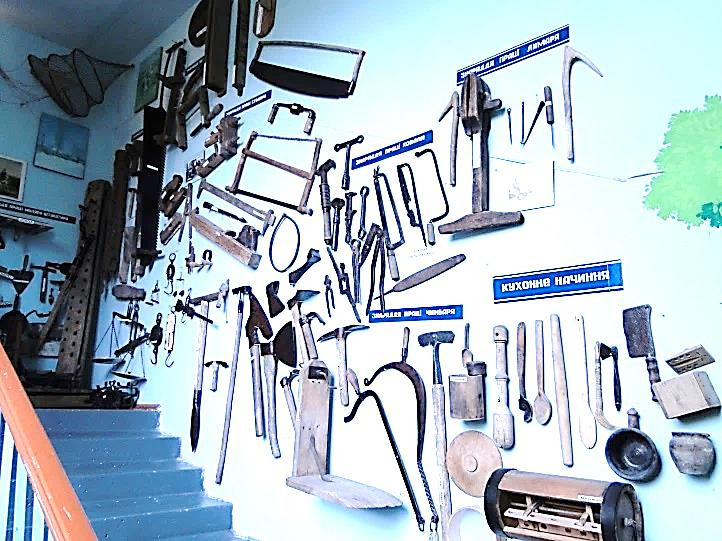

## Заходи
Музей проводить екскурсії, виставки, лекції.
У вересні 2016 року в музеї відбулися урочисті заходи до 20-ї річниці музею.
У листопаді 2023 року відкрилася виставка-шана до Дня народження О. Неприцького-Грановського "Я любив свій народ і свою Батьківщину".